# Buttsbury
Buttsbury är en by i civil parish Stock, i distriktet Chelmsford, i grevskapet Essex, i England. Buttsbury var en civil parish fram till 1936 när blev den en del av Stock och Billericay. Civil parish hade 1 709 invånare år 1931. Byn nämndes i Domedagsboken (Domesday Book) år 1086, och kallades då Cinga.